# Cuisine et Vins de France
Cuisine et Vins de France est un magazine concernant le domaine culinaire édité par la société Marie Claire Album.
Créé en 1927, le magazine est diffusé en 2019 à 107 697 exemplaires par numéro (diffusion payée).
Cette revue édite six publications, un hors série vin et un hors série cuisine par an.
Le magazine publia à partir de 1962 et pendant une dizaine d'années la rubrique de Richard Olney « Un Américain (gourmand) à Paris ». Entre septembre 1984 et novembre 1985, l'humoriste Pierre Desproges y publie quant à lui des chroniques culinaires dans sa rubrique dédiée « Encore des nouilles ». Parmi elles, « L'aquaphile », « L'amour à table » ou encore la recette du « Cheval melba ».